# Kenijska vaterpolska reprezentacija
Kenijska vaterpolska reprezentacija predstavlja državu Keniju u športu vaterpolu. Jedino međunarodno natjecanje na kojem je nastupala je Razvojni trofej FINA-e. Oba puta osvojila je posljednje mjesto.

## Nastupi na Razvojnom trofeju FINA-e
- 2007.: 12. mjesto
- 2009.: 12. mjesto